# 丸紅新電力
丸紅新電力株式会社（まるべにしんでんりょく、英文社名：Marubeni Power Retail Corporation）は、日本の小売電気事業者。
2011年、丸紅の電力小売事業の支援を行う丸紅パワーサプライとして設立され、2015年丸紅新電力に称号変更。2016年の電力自由化に伴い、丸紅より電力事業を承継した。

## 沿革
出典：公式サイト
- 2000年3月 - 丸紅が特別高圧需要家向け電力小売事業に参入。水力発電所「三峰川電力」を取得。
- 2002年7月 - 丸紅が特定規模電気事業者（PPS）に参入[4]。
- 2004年4月 - 丸紅が高圧需要家向け電力小売事業を開始。
- 2011年1月21日 - 丸紅の電力小売事業の支援を目的として、丸紅パワーサプライを設立（丸紅100％出資）。
- 2015年11月 - 丸紅新電力に商号変更。
- 2016年4月 - 電力自由化に伴い、丸紅から電力小売事業を承継。
- 2016年9月 - 本店を東京都中央区日本橋に移転。
- 2021年5月 - 丸紅ソーラートレーディングを吸収合併。本店を東京都千代田区大手町に移転。